# Сармат (боевой модуль)
«Сармат» — дистанционно управляемый башенный боевой модуль украинского производства, предназначенный для установки на бронемашины и бронекатера.

## История
Боевой модуль «Сармат» был разработан ГП «ГККБ „Луч“» и впервые представлен в июне 2014 года на выставке вооружения и военной техники «Eurosatory-2014» (модуль был установлен на демонстрационный образец бронемашины Streit Group Varan).

## Описание
Масса модуля составляет 410 кг. Боевой модуль включает в себя поворотную тумбу, на которую установлены противотанковый ракетный комплекс, крупнокалиберный пулемёт, тепловизор «SLX-HAWK» производства итало-французской компании «Selex ES», а также прибор наведения производства Изюмского приборостроительного завода, блок дистанционного управления и блок питания.

## Варианты и модификации
- экспортный вариант: с 12,7-мм пулемётом M2HB (производства Manroy Engineering)[6], в качестве противотанкового вооружения могут быть установлены четыре 107-мм ракеты РК-3 или две 130-мм ракеты РК-2С в транспортно-пусковых контейнерах[1]
- вариант для вооружённых сил Украины: с 12,7-мм пулемётом КТ-12,7 и четырьмя 107-мм ракетами РК-3 «Корсар» в транспортно-пусковых контейнерах[8]

## Страны-эксплуатанты
- Украина: в октябре 2014 года было принято решение установить модули «Сармат» на 10 бронемашин KRAZ Spartan Национальной гвардии Украины[9]. 7 февраля 2015 шесть бронемашин (с установленными боевыми модулями «Сармат») передали в полк НГУ «Азов»[10]